# El prisionero del cielo
El prisionero del cielo es una novela de Carlos Ruiz Zafón publicada en 2011. Es el tercer libro de la saga del Cementerio de los libros olvidados, un ciclo de cuatro novelas interconectadas y ambientadas en la Barcelona misteriosa y gótica que va desde la era de la revolución industrial hasta los años posteriores a la guerra civil española. La tirada inicial, para España e Hispanoamérica, fue de un millón de ejemplares.

## Sinopsis
Daniel Sempere, ya un hombre casado y padre de un hijo, recibe la visita de un misterioso hombre que busca a Fermín Romero de Torres. Entonces será cuando descubra la dura historia de su amigo y lo muy unidos que están uno y otro.

## Argumento
En El prisionero del cielo descubrimos que aquel adolescente al que conocimos en La sombra del viento ahora está casado con Bea y es padre de un pequeño niño llamado Julián. Daniel Sempere recibe la visita de un misterioso personaje en la librería preguntando, nada más y nada menos, que por Fermín. Asustado, este decide contarle a su amigo y jefe su historia. Una historia que empieza en el castillo de Montjuïc y que acaba el día que se conocieron en la plaza Real. 
En la prisión en la que eran encarceladas aquellas personas políticamente contrarias al régimen dictatorial de Franco, Fermín Romero de Torres conoce a David Martín (protagonista de El juego del ángel), al que apodan como el prisionero del cielo. La cárcel está regentada por el villano Mauricio Valls, alguien con escasa habilidad literaria que mantiene con vida a David Martín para que este le reescriba su obra. Para conseguirlo, Valls amenaza con hacer daño a su amiga Isabella Gispert, su marido y su hijo: Daniel Sempere. Allí, el escritor y Fermín entablan amistad y planean la huida de este último emulando a El Conde de Montecristo, con la condición de que Fermín cuide siempre del pequeño Daniel. Cuando todo está listo, Fermín decide robar a su compañero de celda, Sebastián Salgado, una llave que abre el tesoro que ha conseguido con los crímenes de la guerra civil.